# Jabberjaw N°5 : Good to the Last Drop
Jabberjaw N°5 : Good to the Last Drop est un album compilation de musique rock. Il a été commercialisé aux États-Unis (format CD et boite quatre 45 tours en 1994) et était disponible dans les autres pays en import.

## Titres
1. Girls Against Boys - Magattraction
2. Unwound - Broken E Strings
3. Hole - Rock Star (Alternate version)
4. Hammerhead - Cleaning Woman
5. Beck - In a Cold Ass Fashion
6. Teenage Fanclub - Total Weirdness
7. Slug - Borax
8. Chokebore - Narrow
9. Mule - Charger
10. Helmet - Turned Out (live)
11. Southern Culture On The Skids - Jabberjammin'
12. Karp - Rocky Mountain Rescue
13. Jawbox - Chump II
14. Surgery - Little Girl
15. Unsane - Blew
16. Seaweed - My Letters
17. Inch - Buzzers and Bells
18. That Dog - Explain
19. Further - Rich Kids

## Commentaires
Cet album consiste en fait en une compilation de différentes chansons ayant apparu sur les précédents opus de la série Jabberjaw.
La chanson de Chokebore Narrow est une pré-version de la chanson du même nom sur l'album A Taste for Bitters sorti en 1996. Cette même pré-version existe aussi sur l'album Jabberjaw N° 3.